# Camilofina
Camilofina es un antimuscarínico. Se usa para tratar el dolor de estómago en infantes y niños.

## Usos clínicos
Generalmente se da en combinación con paracetamol para tratar el dolor de estómago como así también la fiebre.
La camilofina se usa en el tratamiento del síndrome del intestino irritable y otros trastornos intestinales. Es útil en el tratamiento del dolor abdominal, especialmente si está relacionado con el espasmo del músculo liso. También se usa para el tratamiento de espasmos del aparato urogenital y del aparato genital femenino (dismenorrea).

## Efectos secundarios y no deseados
Camilofina incluso a dosis terapéuticas puede causar sensación de sequedad en la boca, trastornos de la acomodación visual, náuseas, vómitos, estreñimiento, palpitaciones y trastornos mentales de hasta verdaderas formas de psicosis.

## Contraindicaciones
El medicamento está contraindicado en personas con hipersensibilidad conocida a la sustancia activa. Al igual que en otras sustancias que actúan antagonista muscarínico, Camilofina está contraindicado en pacientes con hipertrofia prostática, glaucoma, tendencia a la retención urinaria e íleo paralítico.

## interacciones
- quinidina
- antidepresivos tricíclicos
- amantadina

## Embarazo y lactancia
Los estudios clínicos experimentales han puesto de relieve la posibilidad de daño fetal después de tomar camilofina en mujeres embarazadas. El medicamento se secreta en la leche materna y se ha documentado un riesgo significativo para el recién nacido, por lo tanto, la camilofina está contraindicada en mujeres que amamantan.